# Kimi Iro Omoi
Singles de SMAP
$10
(11 novembre 1993) Hey Hey Ōki ni Maido Ari
(12 mars 1994)
Kimi Iro Omoi (君色思い, trad. : "Tu crois que la couleur") est le 11e single du groupe japonais SMAP sorti en 1994.

## Détails du single
Il sort le 1er janvier 1994, le jour du Nouvel An, sous format mini-CD single de 8 cm ; il atteint la 5e place du classement hebdomadaire des ventes de l'Oricon et reste classé pendant 9 semaines. Le single contient la chanson-titre, la chanson face-B Wasurenai de yo (écrite par Megumi Ogura) ainsi que leurs versions instrumentales.
La chanson-titre, écrite par Kenji Hayashida et arrangée par CHOKKAKU, elle figurera sous une autre version sur le cinquième album studio du groupe, SMAP 005, qui sortira un mois plus tard. Elle figurera notamment sur certaines et prochaines compilations du groupe comme l'album COOL de 1995 et Smap Vest de 2001, sous sa version originale. Elle est également utilisée comme chanson-thème de l'anime Akazukin Chacha à cette même période.

## Formation
- Masahiro Nakai (leader) : chœurs
- Takuya Kimura : chant principal
- Katsuyuki Mori : chant principal
- Goro Inagaki : chœurs
- Tsuyoshi Kusanagi : chœurs
- Shingo Katori : chœurs

## Liste des titres
| 1. | Kimi Iro Omoi (君色思い)       |  |
| 2. | Wasurenai de yo (忘れないでよ) |  |
| 3. | Kimi Iro Omoi (instrumental)   |  |
| 4. | Wasurenai de yo (instrumental) |  |